# Lizzy McAlpine
Elizabeth Catherine McAlpine (Filadelfia, 21 de septiembre de 1999) es una cantautora estadounidense.

## Biografía
Creció en Narberth, Pensilvania, en los suburbios de Filadelfia. Ha escrito música desde que estaba en sexto grado. Asistió a la escuela secundaria Lower Merion, donde cantó en un grupo mixto a cappella e hizo teatro.
Estudió composición de canciones en Berklee College of Music ubicado en Boston antes de irse en su tercer año para dedicarse a la música a tiempo completo. En abril de 2020, al comienzo de la pandemia de COVID-19, comenzó la serie de conciertos de transmisión de Instagram #BerkleeAtHome.
El padre de McAlpine falleció a mediados de marzo de 2020. Ella escribió la canción "Headstones and Land Mines" sobre él en su primer álbum, Give Me A Minute, y le dedicó la canción "chemtrails" en su segundo álbum, Five Seconds Flat.

## Carrera
En 2018,  lanzó su EP debut, Indigo. Estudió en España en el otoño de 2019, donde escribió su álbum de estudio debut, Give Me a Minute. El álbum fue lanzado en agosto de 2020, con gran éxito de crítica. El álbum se ha reproducido millones de veces en Spotify y otros proveedores de servicios digitales. The Dallas Observer lo nombró uno de los mejores álbumes de 2020, y BBC Media Center la ha llamado una "vocalista prometedora". En abril de 2021, lanzó un EP de 8 canciones, When the World Stopped Moving: The Live EP. Hizo su debut nocturno el 22 de noviembre de 2021, interpretando "Erase Me" en Jimmy Kimmel Live!.
Su canción inédita "You Ruined the 1975", publicada en junio de 2020, tiene más de 8 millones de visitas en TikTok hasta abril de 2021.
Lanzó su segundo álbum de estudio, Five Seconds Flat el 8 de abril de 2022. El álbum debutó en el número cinco en la lista Billboard Heatseekers de EE. UU., mientras que también alcanzó el puesto número nueve en los álbumes de nuevos artistas alternativos y el número 19 en las listas de los mejores álbumes de nuevos artistas. Una canción del álbum, "Techos", se volvió viral en TikTok, convirtiéndola en la canción más reproducida del álbum. "Ceilings" alcanzó el puesto 54 en el Billboard Hot 100, con más de 230 millones de reproducciones.
Tras el lanzamiento de su álbum, anunció su gira debut como titular en 2022. En noviembre de 2022, realizó un set de Tiny Desk Concert de NPR Music con la banda Tiny Habits como coristas. Los oyentes de NPR la clasificaron entre los 10 mejores Tiny Desk Concerts de 2022. Su gira comenzó en abril de 2023, realizando 27 espectáculos en varios países.Canceló las fechas de esta gira en el Reino Unido y Europa alegando motivos de salud mental y sintiéndose agotada. 
McAlpine colaboró con el cantautor estadounidense Noah Kahan y el cantautor irlandés Niall Horan durante 2023, en las versiones a dúo de las canciones " Call Your Mom " y " You Could Start a Cult ", respectivamente. A principios de 2024, McAlpine anunció el sencillo " Older ", lanzado el 13 de febrero. El mismo día, anunció su tercer álbum de estudio del mismo nombre , que representa " en quién se convirtió [ella] durante los últimos tres años". Fue lanzado el 5 de abril de 2024.  Para promocionar el proyecto, se embarcó en el Older Tour por Norteamérica y Europa, desde el 21 de abril. 

## Estilo Musical
Su estilo musical ha sido descrito como "centrado en el folk", "folk-pop", y una mezcla de "jazz, pop y R&B". Sus colaboradores incluyen a Jacob Collier, Dodie, Tom Rosenthal, Ben Kessler, John Mayer, Finneas y Thomas Headon.

## Discografía

### Álbumes de estudio
| Título            |                                                                        |  |
| ----------------- | ---------------------------------------------------------------------- |  |
| Give Me a Minute  | - Lanzado: 13 de agosto de 2020 - Discografía: Harbour Artists & Music |  |
| Five Seconds Flat | - Lanzado: 8 de abril de 2022 - Discografía: AWAL                      |  |
| Older             | - Lanzado: 5 de abril de 2024 - Discografía: RCA                       |  |

- EPs

| Título                                     | Detalles                        |
| ------------------------------------------ | ------------------------------- |
| Nice!                                      | - Lanzado: 31 de agosto de 2016 |
| Indigo                                     | - Lanzado: 9 de febrero de 2018 |
| When the World Stopped Moving: The Live EP | - Lanzado: 21 de abril de 2021  |

### Singles

#### Como artista principal
| Título                               | Año  |
| ------------------------------------ | ---- |
| "Bang"                               | 2018 |
| "Just Because"                       | 2019 |
| "Oops"                               | 2019 |
| "Apple Pie"                          | 2019 |
| "Devil's Hold"                       | 2020 |
| "7PM" (con Lilacs.)                  | 2020 |
| "Over-the-Ocean Call"                | 2020 |
| "False Art" (con Ben Kessler)        | 2020 |
| "Bored" (con Thomas Headon)          | 2021 |
| "I Think I" (con Ben Kessler)        | 2021 |
| "Doomsday"                           | 2021 |
| "Erase Me" (con Jacob Collier)       | 2021 |
| "All My Ghosts"                      | 2022 |
| "Reckless Driving" (con Ben Kessler) | 2022 |
| "Hate to Be Lame" (con Finneas)      | 2022 |
| "Ceilings"                           | 2023 |